# Mitobronitolo
Il mitobronitolo (conosciuto anche con il nome di dibromomannitolo o dibromannitolo) è un farmaco antineoplastico, un analogo bromato del mannitolo, che sembra agire come agente alchilante, forse per formazione di un epossido.

## Farmacocinetica
Dopo somministrazione orale il mitobronitolo viene ben assorbito dal tratto gastrointestinale e subisce circolo enteroepatico. Il farmaco viene eliminato per via urinaria, sia in forma immodificata che sotto forma di metaboliti contenenti bromo. L'eliminazione completa richiede parecchi giorni.

## Usi clinici
Il farmaco è stato utilizzato nel trattamento della trombocitemia, sia primaria che secondaria a leucemia cronica mieloide, e della policitemia vera. È stato anche utilizzato in soggetti affetti da mielofibrosi.

## Dosi terapeutiche
Il dosaggio usuale di farmaco è pari a 250 mg/die per os. Il trattamento va prolungato fino a quando il numero delle piastrine non raggiunga livelli accettabili. La terapia di mantenimento prevede una somministrazione discontinua che tenga conto del monitoraggio della conta piastrinica. Indicativamente è possibile seguire uno schema posologico che prevede la somministrazione per os di 1,5-3,5 g totali nell'arco di 3-6 giorni, per complessivi 2-3 cicli in un anno.

## Effetti collaterali
In seguito a trattamenti con mitobronitolo sono stati descritti alcuni decessi dovuti a leucemia acuta non-linfoblastica. La leucemia si presentava con una frequenza inferiore se confrontata con quella indotta da altri trattamenti chemioterapici (ad esempio il clorambucile od il busulfan).

## Controindicazioni e precauzioni d'uso
Durante il trattamento si dovrebbero effettuare frequenti controlli della crasi ematica.